# Grasski-Weltmeisterschaft 2003
Die 13. Grasski-Weltmeisterschaft fand vom 10. bis 14. September 2003 in Castione della Presolana in Italien statt. Die Weltmeisterschaft begann mit der Eröffnungsfeier am Mittwoch, dem 10. September. Am Donnerstag wurde der Slalom ausgetragen, am Freitag war wettkampffreier Tag. Am Samstag wurden die Weltmeister im Riesenslalom ermittelt und am Sonntag fielen die Entscheidungen im Super-G und in der Kombination.

## Medaillenspiegel
| Platz | Land        | Gold | Silber | Bronze | Gesamt |
| ----- | ----------- | ---- | ------ | ------ | ------ |
| 1     | Österreich  | 4    | 2      | 2      | 8      |
| 2     | Tschechien  | 2    | 1      | 1      | 4      |
| 3     | Slowakei    | 1    | 4      | 3      | 8      |
| 4     | Italien     | 1    | 1      | 1      | 3      |
| 5     | Deutschland | –    | –      | 1      | 1      |

## Ergebnisse Herren

### Slalom
| Platz | Name                | Land | Zeit 1. | Zeit 2. | Gesamt      |
| ----- | ------------------- | ---- | ------- | ------- | ----------- |
| 01    | Stefano Sartori     | ITA  | 26,22 s | 27,89 s | 54,11 s     |
| 02    | Marcus Peschek      | AUT  | 26,31 s | 28,13 s | 54,44 s     |
| 03    | Christian Balek     | AUT  | 26,54 s | 27,92 s | 54,46 s     |
| 04    | Fausto Cerentin     | ITA  | 26,55 s | 28,27 s | 54,82 s     |
| 05    | Daniel Mrna         | CZE  | 26,23 s | 28,63 s | 54,86 s     |
| 06    | Oscar Bazzi         | ITA  | 26,84 s | 28,18 s | 55,02 s     |
| 07    | Riccardo Lorenzone  | ITA  | 26,93 s | 28,12 s | 55,05 s     |
| 08    | Florian Göldner     | GER  | 27,25 s | 28,80 s | 56,05 s     |
| 09    | Jiří Russwurm       | CZE  | 27,71 s | 28,74 s | 56,45 s     |
| 10    | Pietro Guerini      | ITA  | 27,59 s | 28,98 s | 56,57 s     |
| 11    | Jiří Fuchs          | CZE  | 28,21 s | 30,07 s | 58,28 s     |
| 12    | Domenic Senn        | SUI  | 28,05 s | 30,28 s | 58,33 s     |
| 13    | Martin Kachlíř      | CZE  | 28,18 s | 30,25 s | 58,43 s     |
| 14    | Peter Paukovits     | AUT  | 28,80 s | 30,74 s | 59,54 s     |
| 15    | Mahmood Gholami     | IRN  | 28,77 s | 31,37 s | 1:00,14 min |
| 16    | Hendrik Bernshausen | GER  | 29,22 s | 31,86 s | 1:01,18 min |
| 17    | Mario Matter        | SUI  | 32,37 s | 29,92 s | 1:02,29 min |
| 18    | Lukáš Brýdl         | CZE  | 34,11 s | 30,48 s | 1:04,59 min |
| 19    | Hironori Shintani   | JPN  | 30,01 s | 34,59 s | 1:04,60 min |
| 20    | Ryan Locher         | USA  | 33,55 s | 32,10 s | 1:05,65 min |

Datum: 11. September 2003

Startzeit: 10:30 Uhr / 13:30 Uhr

### Riesenslalom
| Platz | Name                 | Land | Zeit 1. | Zeit 2. | Gesamt      |
| ----- | -------------------- | ---- | ------- | ------- | ----------- |
| 01    | Jan Němec            | CZE  | 28,47 s | 25,63 s | 54,10 s     |
| 02    | Marcus Peschek       | AUT  | 28,34 s | 25,91 s | 54,25 s     |
| 03    | Josef Zorzi          | AUT  | 29,11 s | 25,94 s | 55,05 s     |
| 04    | Daniel Mrna          | CZE  | 28,84 s | 26,24 s | 55,08 s     |
| 05    | Riccardo Lorenzone   | ITA  | 28,95 s | 26,14 s | 55,09 s     |
| 06    | Fausto Cerentin      | ITA  | 29,26 s | 26,18 s | 55,44 s     |
| 07    | Michele Cattaneo     | ITA  | 29,38 s | 26,31 s | 55,69 s     |
| 08    | Oscar Bazzi          | ITA  | 29,16 s | 26,56 s | 55,72 s     |
| 09    | Martin Štěpánek      | CZE  | 29,28 s | 26,54 s | 55,82 s     |
| 10    | Florian Göldner      | GER  | 29,00 s | 27,15 s | 56,15 s     |
| 11    | Domenic Senn         | SUI  | 29,30 s | 26,95 s | 56,25 s     |
| 12    | Petr Čihák           | CZE  | 29,54 s | 27,29 s | 56,83 s     |
| 13    | Peter Paukovits      | AUT  | 29,77 s | 27,40 s | 57,17 s     |
| 14    | Stefan Portmann      | SUI  | 29,98 s | 27,23 s | 57,21 s     |
| 15    | Mario Matter         | SUI  | 29,94 s | 27,42 s | 57,36 s     |
| 16    | Michael Stocker      | AUT  | 29,93 s | 27,49 s | 57,42 s     |
| 17    | Michal Klimeš        | CZE  | 29,93 s | 27,78 s | 57,71 s     |
| 18    | Stefano Strazzabosco | ITA  | 31,11 s | 27,39 s | 58,50 s     |
| 19    | Jiří Fuchs           | CZE  | 30,84 s | 28,42 s | 59,26 s     |
| 20    | Hendrik Bernshausen  | GER  | 30,59 s | 28,79 s | 59,38 s     |
| 21    | Takuya Asukai        | JPN  | 35,38 s | 28,96 s | 1:04,34 min |
| 22    | Daniel Graf          | SUI  | 36,67 s | 27,90 s | 1:04,57 min |
| 23    | Lukáš Brýdl          | CZE  | 37,12 s | 28,59 s | 1:05,71 min |
| 24    | Chu Tai-Wei          | TPE  | 42,93 s | 31,70 s | 1:14,63 min |

Datum: 13. September 2003

Startzeit: 10:30 Uhr / 12:30 Uhr

### Super-G
| Platz | Name                 | Land | Zeit    |
| ----- | -------------------- | ---- | ------- |
| 01    | Christian Balek      | AUT  | 27,60 s |
| 02    | Jan Němec            | CZE  | 27,88 s |
| 03    | Riccardo Lorenzone   | ITA  | 27,92 s |
| 04    | Daniel Mrna          | CZE  | 28,27 s |
| 05    | Edoardo Frau         | ITA  | 28,43 s |
| 06    | Juri Donini          | ITA  | 28,52 s |
| 06    | Josef Zorzi          | AUT  | 28,52 s |
| 08    | Oscar Bazzi          | ITA  | 28,56 s |
| 09    | Fausto Cerentin      | ITA  | 28,66 s |
| 10    | Michele Cattaneo     | ITA  | 28,80 s |
| 11    | Harald Ledwinka      | AUT  | 29,01 s |
| 12    | Domenic Senn         | SUI  | 29,10 s |
| 13    | Pietro Guerini       | ITA  | 29,11 s |
| 14    | Peter Paukovits      | AUT  | 29,20 s |
| 15    | Stefan Portmann      | SUI  | 29,24 s |
| 16    | Luigino Fornasier    | ITA  | 29,25 s |
| 17    | Petr Čihák           | CZE  | 29,33 s |
| 18    | Stefano Strazzabosco | ITA  | 29,40 s |
| 19    | Daniel Graf          | SUI  | 29,78 s |
| 20    | Mario Matter         | SUI  | 29,92 s |
| 21    | Takuya Asukai        | JPN  | 30,15 s |
| 22    | Lukáš Brýdl          | CZE  | 30,40 s |
| 23    | Mahmood Gholami      | IRN  | 30,79 s |
| 24    | Remo Giger           | SUI  | 30,82 s |
| 25    | Jiří Fuchs           | CZE  | 31,39 s |
| 26    | Hironori Shintani    | JPN  | 32,04 s |
| 27    | Kenji Fujimoto       | JPN  | 32,25 s |
| 28    | Lorenzo Gritti       | ITA  | 36,00 s |
| 29    | Franz Seiz           | GER  | 39,19 s |
| 30    | Chu Tai-Wei          | TPE  | 44,17 s |

Datum: 14. September 2003

Startzeit: 11:00 Uhr

### Kombination
| Platz | Name               | Land | Zeit SL     | Zeit SG | Gesamt      |
| ----- | ------------------ | ---- | ----------- | ------- | ----------- |
| 01    | Christian Balek    | AUT  | 54,46 s     | 27,60 s | 1:22,06 min |
| 02    | Riccardo Lorenzone | ITA  | 55,05 s     | 27,92 s | 1:22,97 min |
| 03    | Daniel Mrna        | CZE  | 54,86 s     | 28,27 s | 1:23,13 min |
| 04    | Fausto Cerentin    | ITA  | 54,82 s     | 28,66 s | 1:23,48 min |
| 05    | Oscar Bazzi        | ITA  | 55,02 s     | 28,56 s | 1:23,58 min |
| 06    | Pietro Guerini     | ITA  | 56,57 s     | 29,11 s | 1:25,68 min |
| 07    | Domenic Senn       | SUI  | 58,33 s     | 29,10 s | 1:27,43 min |
| 08    | Peter Paukovits    | AUT  | 59,54 s     | 29,20 s | 1:28,74 min |
| 09    | Jiří Fuchs         | CZE  | 58,28 s     | 31,39 s | 1:29,67 min |
| 10    | Mahmood Gholami    | IRN  | 1:00,14 min | 30,79 s | 1:30,93 min |
| 11    | Mario Matter       | SUI  | 1:02,29 min | 29,92 s | 1:32,21 min |
| 12    | Lukáš Brýdl        | CZE  | 1:04,59 min | 30,40 s | 1:34,99 min |
| 13    | Hironori Shintani  | JPN  | 1:04,60 min | 32,04 s | 1:36,64 min |

Datum: 11./14. September 2003

## Ergebnisse Damen

### Slalom
| Platz | Name                  | Land | Zeit 1. | Zeit 2. | Gesamt  |
| ----- | --------------------- | ---- | ------- | ------- | ------- |
| 01    | Ingrid Hirschhofer    | AUT  | 24,20 s | 25,07 s | 49,27 s |
| 02    | Veronika Cvašková     | SVK  | 24,62 s | 24,92 s | 49,54 s |
| 03    | Lenka Gábrišová       | SVK  | 25,37 s | 25,85 s | 51,22 s |
| 04    | Anna-Lena Büdenbender | GER  | 25,10 s | 26,21 s | 51,31 s |
| 05    | Kateřina Němcová      | CZE  | 25,20 s | 26,12 s | 51,32 s |
| 06    | Ilaria Sommavilla     | ITA  | 25,63 s | 26,15 s | 51,78 s |
| 07    | Tina Giger            | SUI  | 26,32 s | 26,86 s | 53,18 s |
| 08    | Helena Horáková       | CZE  | 26,00 s | 27,34 s | 53,34 s |
| 09    | Glenda Adami          | ITA  | 26,85 s | 27,13 s | 53,98 s |
| 10    | Hana Ručná            | CZE  | 27,72 s | 27,56 s | 55,28 s |
| 11    | Giulia Stacul         | ITA  | 27,65 s | 28,41 s | 56,06 s |

Datum: 11. September 2003

Startzeit: 10:30 Uhr / 13:30 Uhr

### Riesenslalom
| Platz | Name               | Land | Zeit 1. | Zeit 2. | Gesamt      |
| ----- | ------------------ | ---- | ------- | ------- | ----------- |
| 01    | Ingrid Hirschhofer | AUT  | 24,97 s | 23,96 s | 48,93 s     |
| 02    | Veronika Cvašková  | SVK  | 25,16 s | 24,08 s | 49,24 s     |
| 03    | Lenka Gábrišová    | SVK  | 25,99 s | 24,82 s | 50,81 s     |
| 04    | Kateřina Němcová   | CZE  | 26,28 s | 25,38 s | 51,66 s     |
| 05    | Manuela Testa      | ITA  | 26,56 s | 25,11 s | 51,67 s     |
| 06    | Ilaria Sommavilla  | ITA  | 27,09 s | 25,25 s | 52,34 s     |
| 07    | Helena Horáková    | CZE  | 26,71 s | 25,82 s | 52,53 s     |
| 08    | Glenda Adami       | ITA  | 26,21 s | 26,36 s | 52,57 s     |
| 09    | Zuzana Gardavská   | CZE  | 30,82 s | 25,04 s | 55,86 s     |
| 10    | Patrizia Mauri     | ITA  | 32,82 s | 25,28 s | 58,10 s     |
| 11    | Tina Giger         | SUI  | 38,51 s | 26,68 s | 1:05,19 min |

Datum: 13. September 2003

Startzeit: 10:30 Uhr / 12:30 Uhr

### Super-G
| Platz | Name                  | Land | Zeit    |
| ----- | --------------------- | ---- | ------- |
| 01    | Zuzana Gardavská      | CZE  | 26,41 s |
| 02    | Veronika Cvašková     | SVK  | 26,77 s |
| 03    | Lenka Gábrišová       | SVK  | 26,85 s |
| 04    | Manuela Testa         | ITA  | 27,70 s |
| 05    | Patrizia Mauri        | ITA  | 27,73 s |
| 06    | Helena Horáková       | CZE  | 27,82 s |
| 07    | Anna-Lena Büdenbender | GER  | 27,83 s |
| 08    | Glenda Adami          | ITA  | 27,95 s |
| 09    | Astrid Steinwidder    | AUT  | 28,43 s |
| 10    | Ilaria Sommavilla     | ITA  | 28,65 s |
| 11    | Tina Giger            | SUI  | 28,66 s |
| 12    | Giulia Stacul         | ITA  | 30,30 s |
| 13    | Kateřina Němcová      | CZE  | 34,06 s |
| 14    | Hana Ručná            | CZE  | 47,15 s |

Datum: 14. September 2003

Startzeit: 11:00 Uhr

### Kombination
| Platz | Name                  | Land | Zeit SL | Zeit SG | Gesamt      |
| ----- | --------------------- | ---- | ------- | ------- | ----------- |
| 01    | Veronika Cvašková     | SVK  | 49,54 s | 26,77 s | 1:16,31 min |
| 02    | Lenka Gábrišová       | SVK  | 51,22 s | 26,85 s | 1:18,07 min |
| 03    | Anna-Lena Büdenbender | GER  | 51,31 s | 27,83 s | 1:19,14 min |
| 04    | Ilaria Sommavilla     | ITA  | 51,78 s | 28,65 s | 1:20,43 min |
| 05    | Helena Horáková       | CZE  | 53,34 s | 27,82 s | 1:21,16 min |
| 06    | Tina Giger            | SUI  | 53,18 s | 28,66 s | 1:21,84 min |
| 07    | Glenda Adami          | ITA  | 53,98 s | 27,95 s | 1:21,93 min |
| 08    | Kateřina Němcová      | CZE  | 51,32 s | 34,06 s | 1:25,38 min |
| 09    | Giulia Stacul         | ITA  | 56,06 s | 30,30 s | 1:26,36 min |
| 10    | Hana Ručná            | CZE  | 55,28 s | 47,15 s | 1:42,43 min |

Datum: 11./14. September 2003

## Belege
- Ergebnisse auf www.grasski.cz, zuletzt abgerufen am 16. August 2010 (Weblinks nicht mehr abrufbar).